# جوني سيمز
جوني سيمز (بالإنجليزية: Johnny Sims)‏ هو لاعب كرة قدم أمريكية أمريكي، ولد في 14 أكتوبر 1967.

## وصلات خارجية
- جوني سيمز على موقع JustSportsStats.com (الإنجليزية)